# Виткос

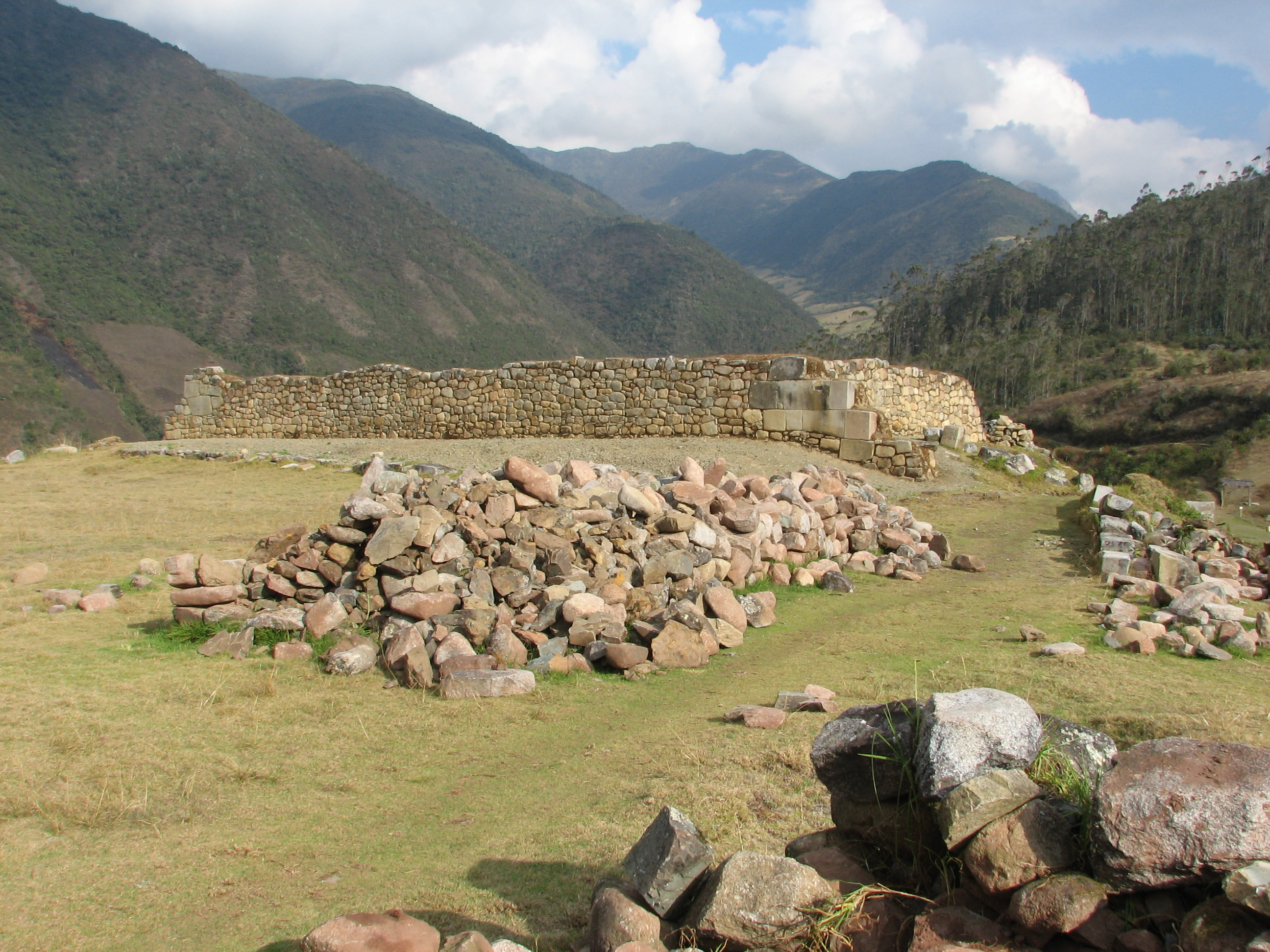
Руины Виткоса

Виткос (исп. Vitcos, кечуа Witkus) — археологический памятник в перуанском регионе Куско. Был одним из последних прибежищ Манко Инки после поражений от испанских конкистадоров. Находится на северной стороне горы между современными деревнями Уанкакалье и Пукьяра. К югу от горы находится Чукипальта, гигантский камень с резным изображением, известный как Оракул Инки, а также серия террас вдоль восточного склона горы, где были расположены сады.
Бежав от завоевателей сначала в Куско, затем в Ольянтайтамбо, Манко Инка в конце концов поселился в местности, заросшей густыми лесами и труднодоступной для завоевателей, известной как Вилькабамба. Вблизи от Вилькабамбы обнаружены также руины Мачу-Пикчу и Чокекирао.
По одной из гипотез, поскольку жаркий и влажный климат Вилькабамбы был некомфортным для Инки и его двора, привыкшего к горному прохладному и сухому воздуху, тот приказал начать сооружение нового города Виткос.
Согласно другой гипотезе, прежний правитель Пачакути, построивший Мачу-Пикчу, также построил и Виткос как свой летний дворец, который Манко использовал во время своего бегства. Последняя гипотеза представляется более вероятной, поскольку во времена конкисты Манко Инка должен был испытывать недостаток средств и вряд ли мог позволить себе вычурные сооружения Виткоса.
Здесь же, в Виткосе, Манко Инка был убит группой конкистадоров-перебежчиков, перешедших ранее на его сторону и намеревавшихся таким образом завоевать прощение испанской короны. Убийцы не учли, что им будет трудно выбраться из хорошо охраняемого дворца; охрана разделалась с ними почти сразу после убийства.